# Эспенберг (мыс)
Мыс Э́спенберг (англ. Cape Espenberg) — мыс располагается на полуострове Сьюард на Аляске, на юго-восточном побережье Чукотского моря.
Мыс направлен на север и находится в 42 милях от Диринга, Коцебу-Кобук Низкий. На юго-восточной стороне мыса располагается небольшой залив Гудхоп, который входит в пролив Коцебу.
Лейтенант Отто фон Коцебу в 1816 году назвал мыс в честь Карла Эспенберга — хирурга, сопровождавшего Адама Иоганна фон Крузенштерна в кругосветном плавании в 1803—1806 годах.
Мыс расположен за Северным полярным кругом на границе 30-ти километровой материковой равнины Бич-Ридж, которая находится на северной границе полуострова Сьюард на западе Аляски. При входе в мелководную впадину залива Коцебу, мыс Эспенбург сталкивается с открытой водной преградой Чукотского моря, воздействие которой ограничено многолетним ледяным покровом, уменьшающимся в течение последних 10 лет.
Мыс из-за своей формы стал важной транспортной точкой, с протяженностью более 200 километров. Песчаные барьерные острова занимают большую часть северо-западной стороны полуострова Сьюард от Берингова пролива до пролива Коцебу. Преобладающие западные течения поддерживают ряд широко разнесенных морских полос, которые обычно гасят энергию береговых волн. Штормы появляются регулярно, обычно осенью. Высота волны в шторм достигает от 3 до 4 метров.
Пляж ровный и состоит из хорошо отсортированного мелкого и среднего песка, с несколькими булыжниками, вероятно, ледяного происхождения. Дюны также встречаются и достигают высоты до 10 метров. Наиболее распространенный в дюнах мелкий кварцевый песок.
На пляже часто встречаются различные обломочные отложения, к которым относятся кости плейстоценовой мегафауны (в основном лошади, бизона или мамонта), современные и древние панцирные клапаны. Дрейфовый лес сосредоточен в штормовом пляже и в устьях волновых каналов, которые пересекают рассечённые пляжные хребты. Древесина, в основном ель транспортируется из лесистого дренажа реки Юкон; Тополь и береза встречаются редко. Реверсы течения, вызванные восточными ветрами, приводят к эрозии берегов и часто сопровождаются отложением морских звезд и травы угря из закрытой лагуны.
Пляж находится примерно в 1 километре от навигационного маяка на мысе. Служба национальных парков ограничивает использование автотранспорта и регион практически необитаем. Ближайший населенный пункт в 10 километрах и состоит только из нескольких домиков, используемых сезонно охотниками и рыбаками.

## Предыстория
В 1950-х были проведены археологические экспедиции. Мыс исследовали такие археологи, как Жанна Шааф (1986 год), Роджер Харритон (1988 и 1989). С 2007 года несколько исследовательских проектов финансировались Национальным научным фондом под руководством Джона Ф. Хоффекером, Оуэна К. Мейсона и Клэр М. Аликс.
В 2011 году археологи обнаружили металлические артефакты на мысе Эспенберг, в том числе литую бронзовую пряжку, очень вероятно, выплавленную в Восточной Азии, Сибири или южнее. Находки были обнаружены рядом с домом, в котором жили люди Бирнирка, предполагаемые предки современных инуитов. Металлические предметы не были локально отлиты, основываясь на анализе доцента Университета Пердью Х. Кори Купера. Этот металл был на мысе Эспенберг по меньшей мере за 500 лет до устойчивого контакта с европейцами в конце 1700-х годов. Хотя металл непосредственно не датирован, «пряжка» была прикреплена к кожаному ремешку, который дал калиброванную радиоуглеродную дату около 1200 года н. э.